# کانلا (شیلی)
کانلا (به اسپانیایی: Canela) یک شهرستان در شیلی است که در چوآپا واقع شده‌است. کانلا ۲٬۱۹۶٫۶ کیلومترمربع مساحت و ۹٬۱۸۲ نفر جمعیت دارد و ۲۹۵ متر بالاتر از سطح دریا واقع شده.